# セッラーラ・フォンターナ
セッラーラ・フォンターナ（イタリア語: Serrara Fontana）は、イタリア共和国カンパニア州ナポリ県にある、人口約3,100人の基礎自治体（コムーネ）。
ナポリ湾西部に浮かぶイスキア島にあるコムーネの一つ。

## 地理

### 位置・広がり
イスキア島南部のコムーネ。県都・州都ナポリから西南西へ35kmの距離にある。

#### 隣接コムーネ
隣接するコムーネは以下の通り。
- バラーノ・ディスキア
- カザミッチョラ・テルメ
- フォリーオ

## 行政

### 分離集落
セッラーラ・フォンターナには、以下の分離集落（フラツィオーネ）がある。
- Ciglio, Fontana, Martofa, Migliaccia, Sant'Angelo d'Ischia, Serrara (capoluogo comunale), Succhivo d'Ischia